# Alle Børn Har Ret
 Der er for få eller ingen kildehenvisninger i denne artikel, hvilket er et problem. Du kan hjælpe ved at angive troværdige kilder til de påstande, som fremføres i artiklen.

 Alle Børn Har Ret  engelsk  It's A Human Right er titlen på en børnerettighedssang fra 1994, den er skrevet af Kim Larsen en lærer på Tjørnegårdskolen i Roskilde. 
Den blev indspillet af årgang 86 8 kl. på Tjørnegårdskolen i Roskilde og blev produceret i samarbejde med Amnesty International.
Sangen synges på nogle skoler på FN's børnerettighedsdag som er den 20. november. I 2017 producerede Knud Esmarch og Anders Davidsen på initiativ af DR og andre en musikvideo med sangen med bidrag fra flere skoler, som blev klippet sammen.

## Medvirkende
Sanger
- Sisse Utoft – dansk vokal
- Ditte Wiencken – engelsk vokal

Produktion og musikere
- Peter Rasmussen – akustisk guitar
- Pernille Sørensen –arrangeret af vokal
- Tom Larsen – bas
- Mikkeline Michelsen– cover
- Dan Larsen – trommer
- Kim Larsen – guitar
- Søren Clausen – keyboards
- Jan Irhøj – anførende guitar
- 8.kl. Tjørnegårdskolen – Stål trommer og Støttevokal [4]